# 丹東駅
丹東駅（たんとうえき）は中華人民共和国遼寧省丹東市振興区にある、中国鉄路総公司（CR）の鉄道駅。

## 概要
瀋丹線の終点の一等駅。北京、青島、チチハル、長春等からの長距離列車のほか、省内の主要都市との間の旅客輸送がある。中朝友誼橋の中朝国境には単線の線路が新義州方面に通じ朝鮮民主主義人民共和国（北朝鮮）の平義線に連絡しており、北京 - 平壌間の国際列車であるK27/28次列車も運行されている。また、瀋丹線と並行する瀋丹旅客専用線と、大連駅とを直接結ぶ丹大都市間鉄道（現在の金荘線と丹東側の貨物線を延伸して接続）が2010年3月に着工された。

### 乗り入れ路線
- 瀋丹線：起点瀋陽駅から270km。
- 丹大線：終点前陽駅まで31km
- 瀋丹旅客専用線：起点瀋陽南駅から224km。
- 丹大都市間鉄道：起点大連駅から229km。

## 歴史
- 1904年 - 日本が安奉線（安東～奉天）を敷設。鉄一浦駅という簡易駅が設置された。これが丹東駅の前身である[1]。
- 1909年8月～1911年、安奉線を標準軌に改軌[2]。
- 1909年5月～1911年10月、朝鮮総督府鉄道京義線と鴨緑江大橋（現・断橋）で接続。これにより、釜山まで鉄道でつながった[3]。
- 1912年 - 鉄一浦駅を安東駅に改名[1]。
- 1914年 - 日本は北京政府に安東駅の拡張を強制させた[1]。
- 1943年7月 - 鴨緑江にもう1つの橋を架ける。（今の中朝友誼橋）これにより鉄道と道路で各々の橋を利用することができるようになった[4]。
- 1950年10月19日 - 朝鮮戦争に中国人民志願軍が参加。第1陣に参加して安東駅と長甸駅（中国語版）より朝鮮領内に入る[5]。
- 1954年6月3日 - 北京-平壌間を直通する国際列車の運行が開始される。
- 1965年1月 - 安東市が丹東市に改名され、駅名も同時に丹東駅に変更される[6]。
- 1987年～1989年5月14日 - 大規模な改築が行われる[1]。
- 2008年3月10日 - 再び改築が行われ、3月25日まで臨時駅舎にて営業[7]。
- 2009年1月17日 - 新駅舎使用開始。新駅舎長146.4m、幅46m、2階建て、一部3階で、建築面積1.53万平方メートル[8]。

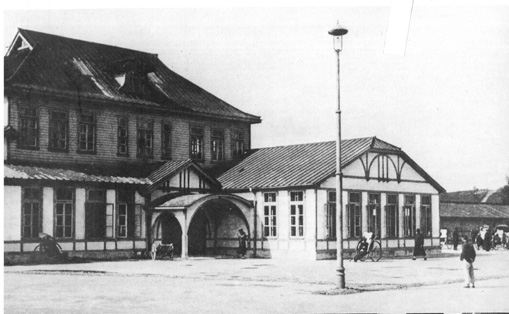
南満州鉄道時代の安東駅
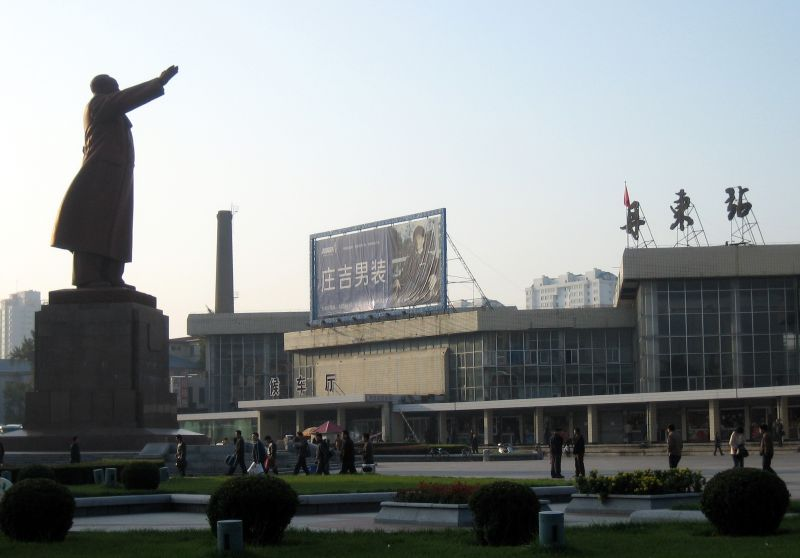
新駅舎移行前の丹東駅

## 駅構造
島式ホーム2面、単式ホーム1面、計3面5線の地上駅である。

### のりば
乗り場の番号は線路1線ごとではなく、ホーム1面ごとにつけられている。
| ホーム | 路線   | 行先                               |
| ------ | ------ | ---------------------------------- |
| 1 - 3  | 瀋丹線 | 鳳凰城・本渓・瀋陽・京哈線北京方面 |
| 1 - 3  | 丹大線 | 前陽方面                           |
| 1 - 3  | 平義線 | 新義州青年・平壌方面               |

## 駅周辺
- 丹鉄大酒店
- 泓苑大酒店
- 鴨緑江公園
- 錦江山公園
- 鴨綠江大厦
- 新百市
- 万隆体育場
- 華総商厦

## 隣の駅
中国国鉄
瀋丹線
金山湾駅 - 丹東駅（ - 新義州青年駅 ※平義線に接続）
丹大線
丹東駅 - 錦江駅
瀋丹旅客専用線
新五龍背駅 - 丹東駅
丹大都市間鉄道
丹東駅 - 同興駅